# Bernardo Gorjão Henriques

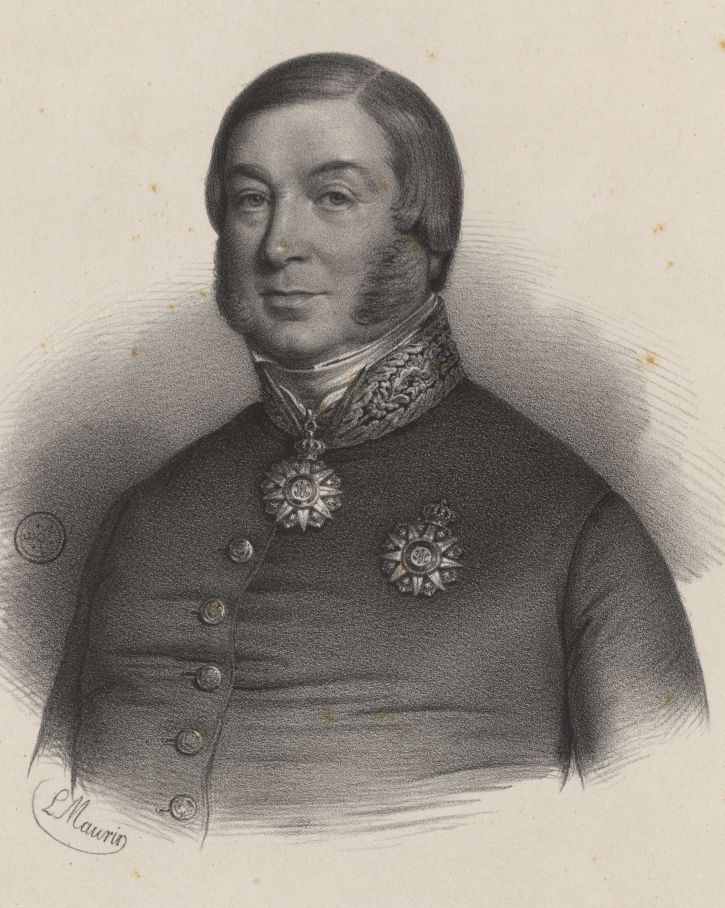
Bernardo Gorjão Henriques.

Bernardo Gorjão Henriques da Cunha Coimbra Botado e Serra (Peral, Cadaval, 15 de fevereiro de 1786 — Lisboa, 2 de abril de 1854) foi um político liberal, tendo sido Ministro dos Negócios do Reino de Portugal num dos Governos do Marechal Saldanha e, antes, Presidente da Câmara dos Deputados portuguesa (30 de julho de 1842-1846).
Filho secundogénito de Francisco José Gorjão Henriques da Cunha Coimbra e Serra e de sua mulher D. Ana Peregrina Gabriela de Assunção Barbosa,  Bernardo Gorjão Henriques da Cunha e Serra (com este nome aparece como aluno do Colégio dos Nobres, entre 1794 e 1801 - Torre do Tombo, Colégio dos Nobres, Liv. 29, fls. 164), nasceu na Quinta de São Lourenço (Peral, Cadaval) a 15 de Fevereiro de 1786. Estudou e completou os seus estudos na Universidade de Coimbra, em Cânones (1808). Habilitou-se para os lugares de letras em 1809.
Fidalgo Cavaleiro da Casa Real (Alvará de 20 de Junho de 1807). Juiz de Fora de Abrantes (carta régia de 5 de Maio de 1811) e mais tarde superintendente das alfândegas da província do Minho (Alvará de 6 de Julho de 1821). Nesse período, e até pelo menos 1823,terá sido membro da segunda loja maçónica de Viana do Castelo. É curioso que, alguns anos depois, foi Bernardo Gorjão Henriques quem assinou o decreto régio da Rainha D. Maria II que elevou Viana a cidade.
Em 1820 publicou uns "Versos, que por occasião do faustissimmo acontecimento do dia 15 de Setembro de 1820 e repetiu no Theatro de S. Carlos."
Durante o miguelismo, terá estado preso no Castelo de S. Jorge, em Lisboa, dizendo Simão José da Luz Soriano que foi preso por ordem directa do Ministro da Guerra, Conde de Subserra, dizendo-se que terá sido sentenciado à pena de morte, a qual foi comutada em degredo (porventura, por intervenção da Família), para o que não partiu, por ter adoecido gravemente, pelo que foi desterrado para Arronches, onde esteve até ao fim da «campanha da liberdade» e de que foi presidente da Câmara (1838-1844). Em 1834, com o restabelecimento do sistema constitucional, foi nomeado provedor do Concelho de Abrantes. Foi deputado por esse círculo (de 1836 a 1848). Presidente da Câmara de Deputados de 1842 a 1846, tendo dirigido as sessões com «firmeza e patriotismo». Ficou famoso por ter proposto, como deputado nas Cortes Extraordinárias de 1837, convocadas para a elaboração de uma nova Constituição, a adopção da Carta Constitucional de 1826.
Eis como o Marquês de Fronteira e Alorna conta a sessão de 29 de Abril de 1837 facto, aliás documentado nas actas das sessões da Assembleia Constituinte Extraordinária (que podem encontrar-se em www.parlamento.pt):
«Apresentou-se o projecto de Constituição (…) / Abriu-se o debate e apareceram dois cartistas puros (...): era o primeiro um antigo magistrado e fidalgo da província da Extremadura, Bernardo Gorjão Henriques, e, como poeta, conhecido pelos seus improvisos no Theatro de S. Carlos em louvor da Rainha e da Constituição de 1820; e outro era um cavalheiro transmontano, de // que infelizmente me esqueceu o nome; não foi orador, mas sustentou com o seu voto a proposta do Deputado Gorjão.
Honra seja feita a este digno e corajoso Deputado: havia dias que elle anunciara á Camara que tinha que apresentar uma proposta de Constituição; espalhou-se entre os clubs revolucionários que elle ia fazer um discurso violento, estigmatisando a revolução de 10 de Setembro que tinha dado origem à Assembleia Constituinte. As galerias, no dia aprazado, guarneceram-se de Guardas Nacionaes e de membros de clubs revolucionários. O corajoso deputado não receou: levantou-se e fez um discurso, o mais violento possível, contra a revolução; foi interrompido pelo Presidente, pela maioria da Camara e assobiado pelas galerias: não vacilou um momento, continuando a fazer a apologia do Codigo de D. Pedro, e finalizou o seu discurso, apresentando o seu projecto de Constituição, que era a Carta de 1826 com um bello retrato do Libertador.
A algazarra das galerias foi immensa e os murmurios da maioria, mas todos fizeram justiça á coragem e muitos invejaram a brilhante conducta do nobre Deputado, ainda que era contra o seu mandato e havia nella uma tal ou qual incoherencia, porque os poderes que tinhamos eram de votarmos uma nova Constituição.»
Comendador da Ordem de Nossa Senhora da Conceição de Vila Viçosa (1842). Terá recusado o título de Barão com que a Rainha D. Maria II o quis distinguir. Conselheiro de Estado extraordinário, entre 1845 e 1848 assumiu funções durante o impedimento do Marquês de Saldanha. Presidiu à Câmara de Deputados, escolhendo este excerto que sobre ele escreveu um biógrafo hagiográfico de José Estêvão e que, a nosso ver, é favorável a Bernardo Gorjão Henriques: «o presidente da camara dos deputados em 1842 e 1843 era o sr. Gorjão Henriques; bom homem impertinente e faccioso cabralista. A parcialidade com que este cavalheiro presidia às sessões, foi causa dos grandes escandalos que então se presencearam no parlamento. José Estevão era a victima constante da officiosidade partidaria do presidente...» (Jacintho Augusto de Freitas Oliveira).
Terá igualmente recusado o pariato. Foi então outra vez nomeado Conselheiro de Estado extraordinário e vogal do Supremo Tribunal Administrativo. Das memórias do Conde de Ficalho, ressalta que era odiado por este, sendo que o Marquês de Fronteira e Alorna, igualmente nas suas memórias políticas, manifesta sobre a sua personalidade e capacidades opinião bem mais favorável. No recente Dicionário Biográfico Parlamentar lemos uma sua frase prenhe de actualidade, proferida na sessão parlamentar de 12 de Abril de 1850:
«Sr. Presidente, já lá vai o tempo em que um cabelo da barba de um português valia tudo! Hoje, as palavras dos ministros para um corpo legislativo já nada valem».
Morreu a 2 de Abril de 1854, em Lisboa.